# Ferrovia Uppsala-Lenna
| Head station |

| Unknown route-map component "exKDSTaq" | Unknown route-map component "eABZgr" |  |

| Stop on track |

| Stop on track |

| Unknown route-map component "SKRZ-Ao" |

| Stop on track |

| Station on track |

| Stop on track |

| Unknown route-map component "eHST" |

| Station on track |

| Stop on track |

| Unknown route-map component "eHST" |

| Stop on track |

| Stop on track |

| Station on track |

| Unknown route-map component "exKDSTaq" | Unknown route-map component "eABZg+r" |  |

| Station on track |

| Stop on track |

|  | Unknown route-map component "eABZg+l" | Unknown route-map component "exCONTfq" |

| Unknown route-map component "KBHFxe" |

| Unknown route-map component "exCONTf" |

La ferrovia Uppsala-Lenna (in lingua svedese: Uppsala-Länna Jernväg, abbreviata ULJ) è una ferrovia turistica a scartamento ridotto nella contea di Uppsala, in Svezia. Ha una lunghezza di 33 km ed è parte della più estesa rete di Roslagen. Lo scartamento è di 891 mm, unico in Svezia. La ferrovia è gestita dalla società SRJmf.

## Storia
La ferrovia tra Uppsala e Lenna (vecchia pronuncia di Länna) fu inaugurata nel 1876 e fu la prima di tutte le ferrovie con scartamento ridotto di 891 mm nella regione. Venne costruita per collegare le acciaierie di Länna con la rete di ferrovie a scartamento standard. La scelta della misura di scartamento fu una sorta di compromesso: 600 mm sarebbero stati sufficienti per il trasporto del minerale e dell'acciaio, ma con un piccolo aumento dello scartamento si sarebbe consentita una maggiore capacità di trasporto di passeggeri, posta e altri beni.
Due anni dopo fu costruita nel nord della contea anche la ferrovia Dannemora-Harg (DHJ), anch'essa di 891 mm, per collegare le miniere a Dannemora con il porto di Hargshamn. Nel 1884, la ULJ fu collegata alla costa dalla ferrovia Lenna-Norrtälje (LNJ). L'anno successivo, questa linea fu collegata, via Rimbo, con Stoccolma dalla ferrovia Stoccolma-Rimbo (SRJ).

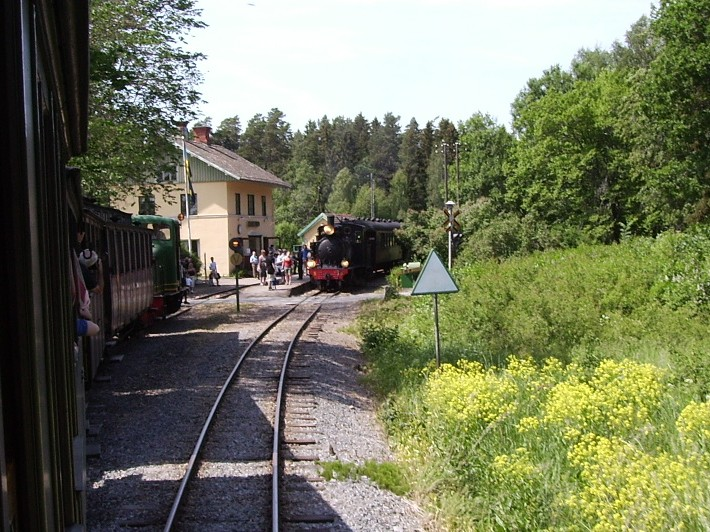
Stazione di Marielund (2006).

La SRJ acquisì la LNJ nel 1905 e la ULJ nel 1908. Nel 1909, il nome della compagnia ferroviaria fu cambiato in ferrovia Stoccolma-Roslagens, consentendo alla stessa di mantenere l'abbreviazione SRJ; Roslagen è il nome storico del distretto costiero a nord di Stoccolma. La SRJ fu coinvolta anche nella costruzione di una nuova linea a nord di Rimbo, che venne completata nel 1915 giungendo fino a Hallstavik. Nel 1920, la DHJ (da allora una linea sussidiaria della SRJ) fu connessa con il resto del sistema dalla linea Faringe-Gimo.
A partire dal 1895, la linea da Stoccolma (comprese le linee collaterali) è stata elettrificata. Questo progetto si concluse nel 1949, con l'elettrificazione della Rimbo-Norrtälje. Dopo la seconda guerra mondiale, iniziò il declino di molte ferrovie. La SRJ/DHJ fu nazionalizzata nel 1951 e otto anni dopo fu assorbita dalle ferrovie nazionali svedesi (SJ). Nei primi anni 50, tutti e tre i tracciati commerciali di raccordo alla DHJ (per Lövstabruk, Ramhäll e Fagervik via lago Vallen) vennero chiusi. Nel 1960 venne cessato il traffico passeggeri sulle linee Dannemora-Harg e Faringe-Gimo, così come tutto il traffico dalla stazione est di Stoccolma a Engelbrektsplan nel centro di Stoccolma. Quest'ultima era una linea cittadina con regolari binari del tram e per questo motivo i treni merci non sono mai giunti lì, mentre raramente le locomotive a vapore.
Sei anni più tardi, nel 1966, la linea di pendolari Stocksund -Långängstorp venne chiusa: tale linea venne inizialmente costruita con scartamento standard, ma poi convertita nel 1934 a scartamento ridotto da 891 millimetri, per ragioni pratiche.
Nel 1966 il traffico passeggeri fu chiuso sulla linea Uppsala-Rimbo-Hallstavik, e nel 1969, a soli venti anni dopo la sua elettrificazione, fu chiusa anche la linea Rimbo-Norrtälje. Lo stesso anno, fu cessato anche il traffico merci a sud di Rimbo.
Il traffico merci era tuttavia ancora molto utilizzato in alcune parti della rete. Le miniere di Dannemora esportavano ancora il minerale di ferro attraverso il porto di Hargshamn e c'erano treni merci con vagoni da trasporto da e per la cartiera di Hallstavik via Uppsala-Rimbo. Per questo motivo, l'ufficio centrale delle ferrovie nazionali decise di convertire l'ex DHJ nello scartamento normale. La conversione fu completata nel 1970. Allo stesso tempo, tutto il traffico venne chiuso sulla linea Faringe-Gimo. Un'estensione a scartamento normale di recente costruzione è stata realizzata da Hargshamn a Hallstavik nel 1977 e il traffico merci Hallstavik-Rimbo-Uppsala cessò.
Nel 1972 l'autorità dei trasporti di Stoccolma (SL) assorbì le restanti linee con traffico passeggeri (vale a dire le linee a sud di Rimbo), che erano effettivamente scollegate dalla rete nord tra cui l'odierna Upsala-Lenna. SL chiuse la diramazione Djursholms Ösby-Eddavägen nel 1976, e nel 1981, il vecchio nodo ferroviario a Rimbo perse tutte le sue ferrovie quando la linea Kårsta-Rimbo fu chiusa, rendendo il villaggio di Karsta con circa 200 abitanti il nuovo capolinea nord. Ciò che è ancora usato oggi va sotto il nome di Roslagsbanan ed è ora parte essenziale del traffico pendolare di Stoccolma.

## Società SRJmf

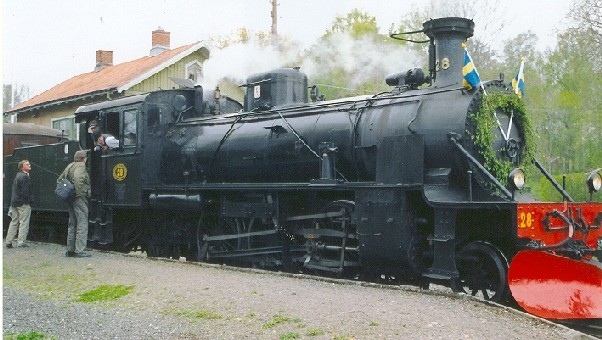
Locomotiva SRJ 28 Stortysken alla stazione di Lenna (a Länna) nel giugno 2005. Questa è l'ultima di una serie di tre delle più grandi locomotive a vapore mai costruite per una ferrovia con scartamento ridotto da 891 mm.

La società SRJmf fu fondata nel 1968 con lo scopo principale di salvare il materiale rotabile dalla rete SRJ/DHJ utilizzandolo per il traffico turistico. Inizialmente la società aveva base a Stoccolma ed organizzava escursioni in diverse parti della rete. Quando la SJ iniziò a chiudere parte della rete, iniziò una discussione sulla conversione di varie parti del patrimonio ferroviario. La linea Finsta-Syninge sul ramo Rimbo-Norrtälje, chiuso nel 1967, era una buona candidata, così come la Faringe-Gimo. Quando la SJ nei primi anni 70 iniziò a costruire la nuova linea a scartamento normale da Hargshamn a Hallstavik, la società si rese conto che la linea Uppsala-Rimbo-Hallstavik non sarebbe più stata utilizzata per il traffico merci, fornendo alla società l'occasione di avviare il traffico sulla linea panoramica vicino a Uppsala.
Con l'aiuto del comune di Uppsala, è stato aperto il traffico turistico di domenica durante l'estate del 1974, quando i treni merci non correvano. Tre anni dopo la linea Hargshamn-Hallstavik è stata aperta e tutto il traffico terminava sulla linea Uppsala-Rimbo-Hallstavik. La società poté allora prendere in consegna la linea di Uppsala-Länna-Faringe, con il Comune di Uppsala come proprietario del tracciato e con l'ex scambio di Faringe che funge da quartier generale con officina attrezzata. I binari tra Faringe e Rimbo furono rimossi nel 1978.

## Trasporto attuale
Attualmente la ferrovia è gestita con delle corse di treni d'epoca principalmente i sabato e le domeniche da giugno all'inizio di settembre, con un ampliamento di mercoledì e giovedì nei giorni alla settimana nel mese di luglio; un gran numero di escursioni scolastiche e altri treni charter (generalmente trainati dalla BLJ 4) sono operati a fine maggio e per tutto l'anno.
Le escursioni dei giorni feriali assomigliano per la maggior parte a quelle della domenica, anche se uno dei treni a vapore può essere sostituito da un treno diesel. Tuttavia di solito c'è un ulteriore collegamento per Faringe e il negozio outlet di Thun, questi treni assumono la denominazione "Thun Expressen". Nell'orario 2022, il Thun Expressen si è effettuato di venerdì con 2 coppie di treni trainate dalle automotrici tipo YBo5p.
Una tipica giornata, prevede delle corse di 3 tipi di treni. Uno trainato dalla locomotiva a vapore tipicamente la BLJ 5 e un altro dalla BLJ 4, il secondo da una locomotova diesel e infine il terzo da delle automotrici tipo YBo5p conosciute anche come "Rälsbussen". In aggiunta un servizio autobus d'epoca da Selknä fino a Fjällnora per consentire i passeggeri di farsi il bagno nei laghi Trehörningen e Ramsen.

## Galleria d'immagini

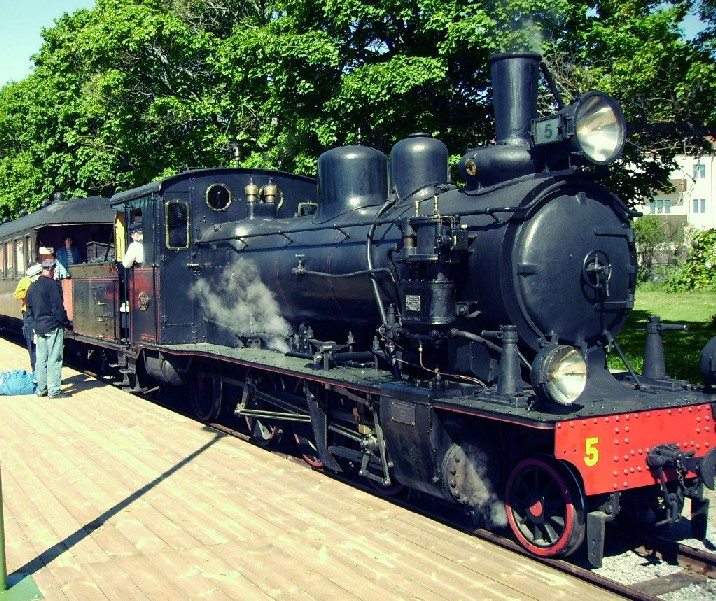
BLJ 5 "Thor" alla stazione Uppsala Ö (giugno 2006)
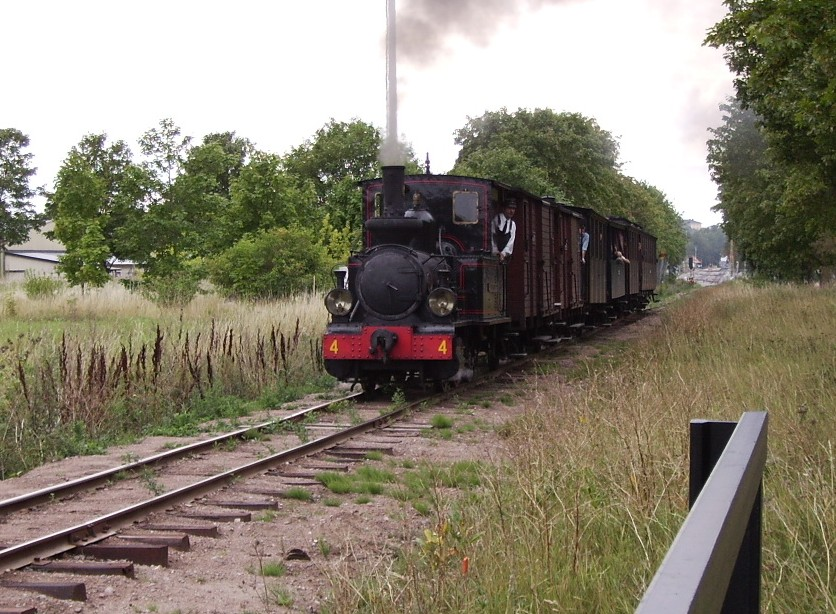
BLJ 4 Långshyttan in partenza da Uppsala Ö (settembre 2006)
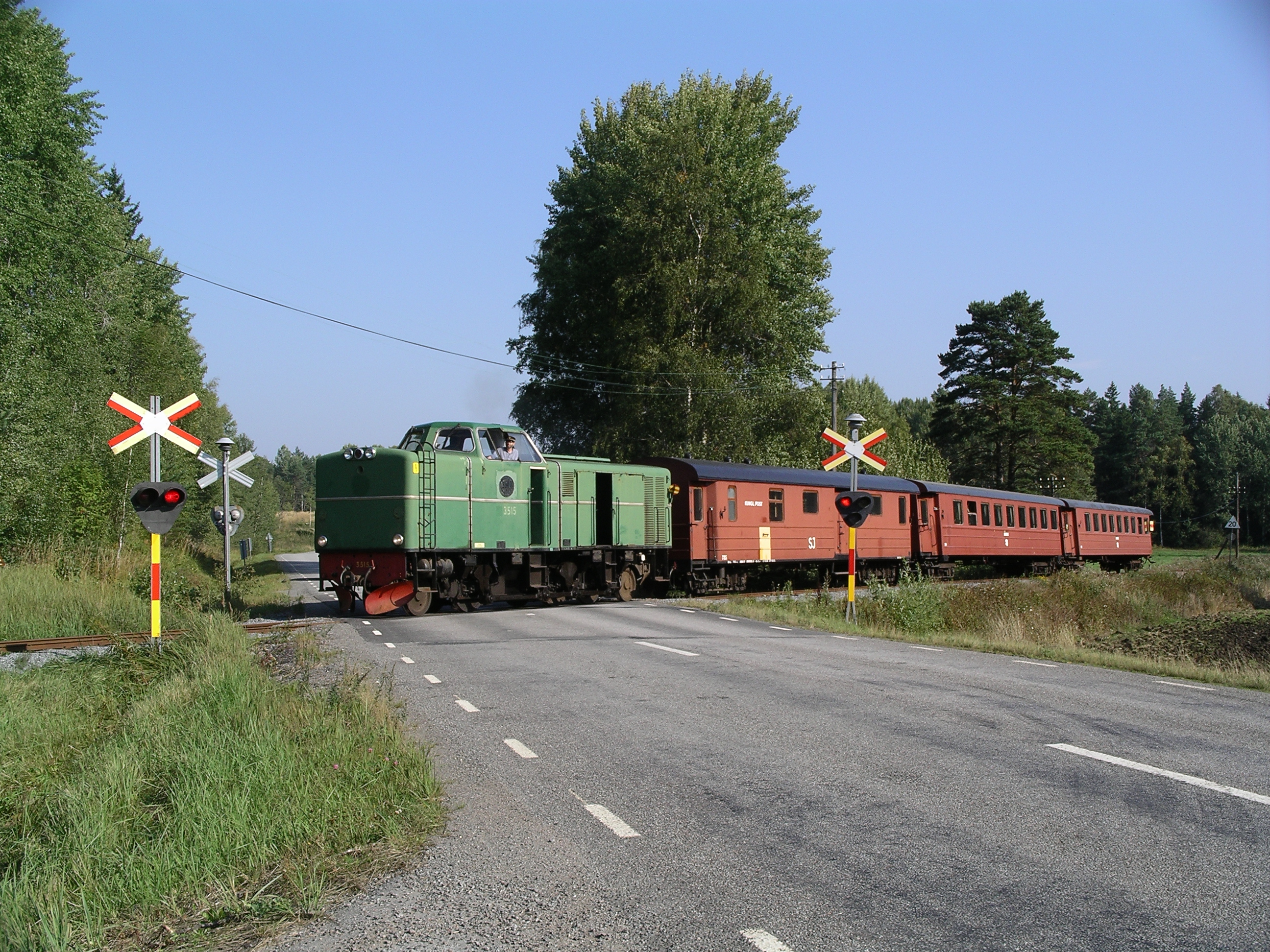
Tp 3515 in partenza da Faringe
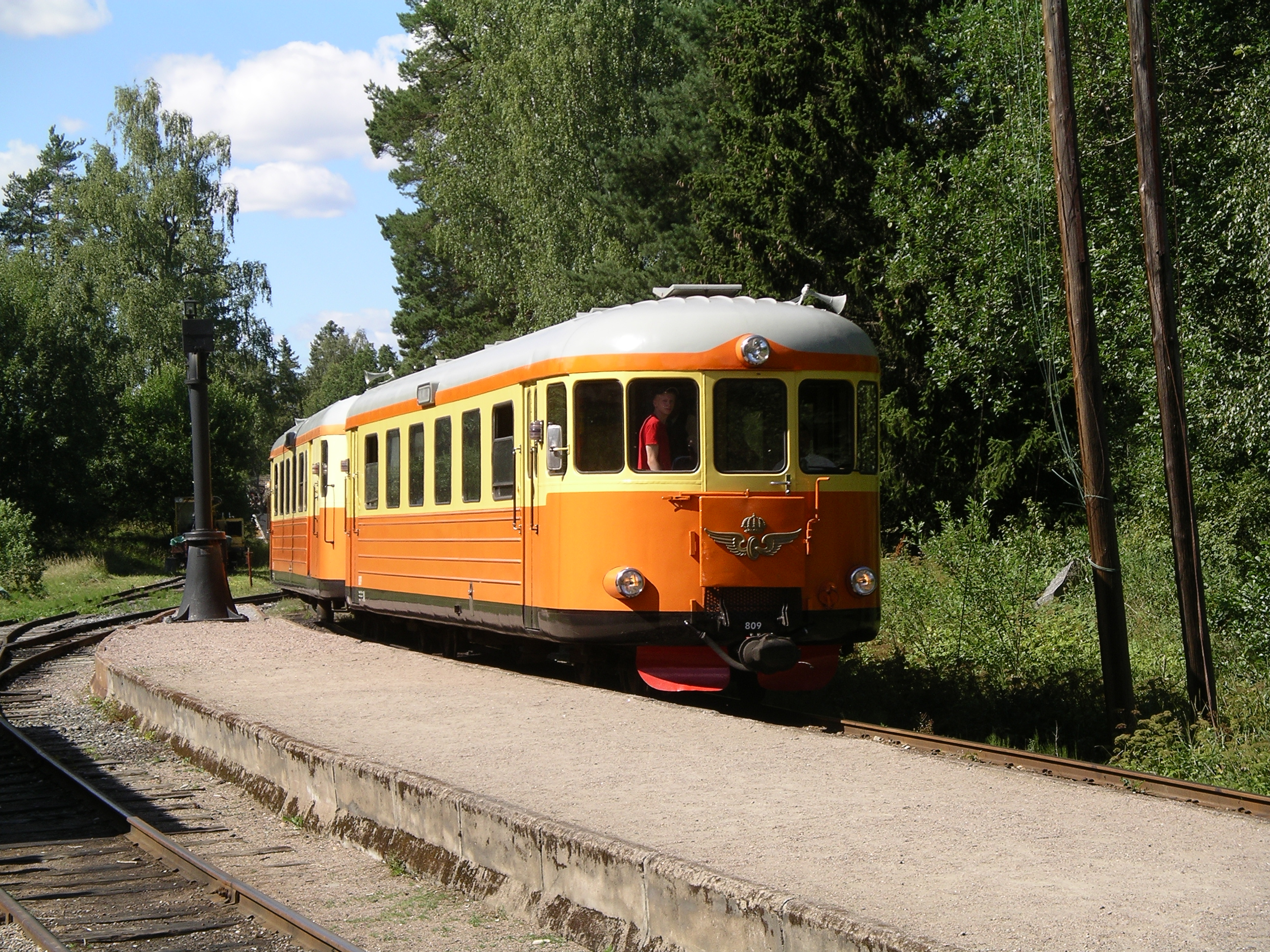
Automotrice tipo YBo5p n.809 "Rälsbussen" in arrivo a Marielund
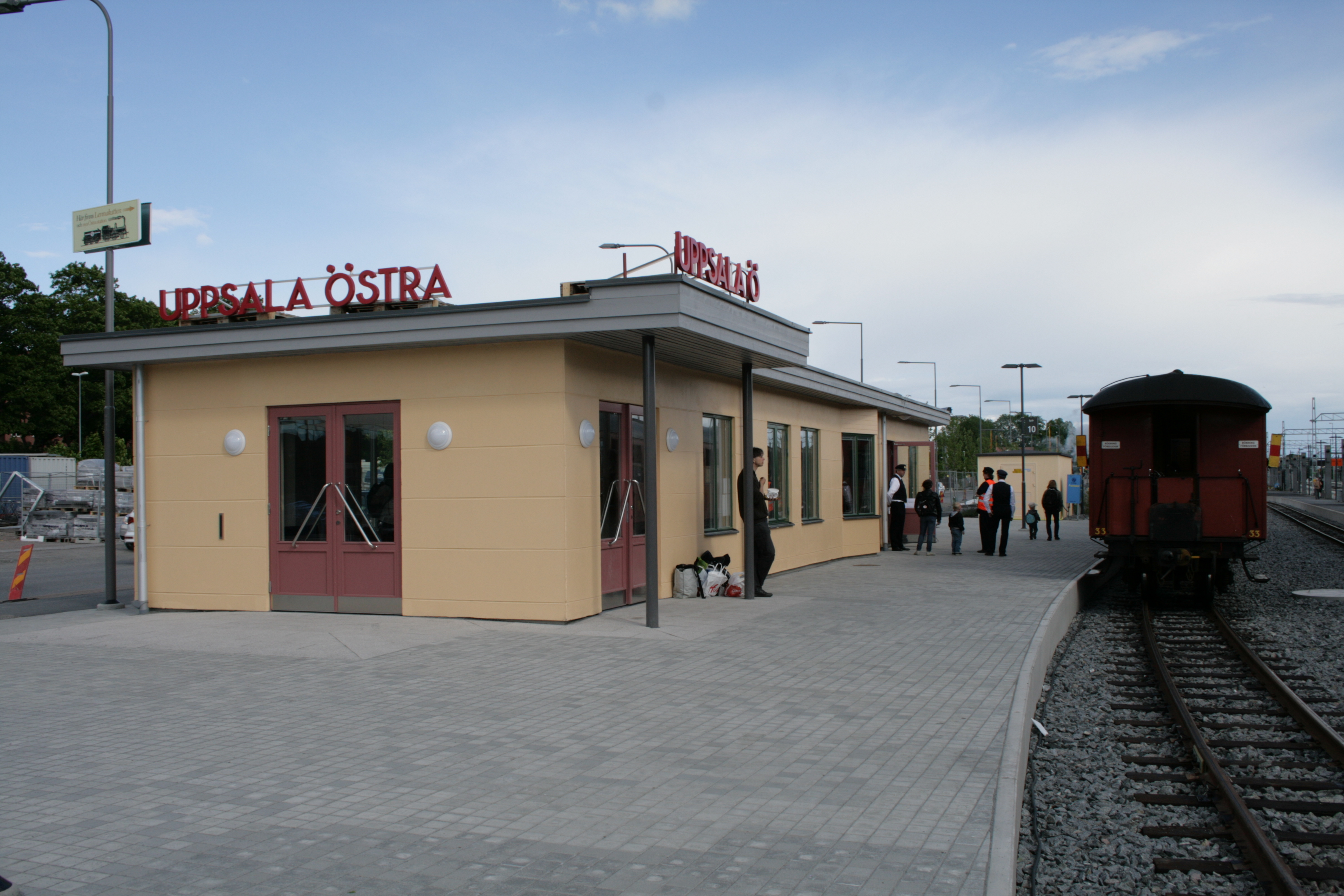
Stazione di Uppsala
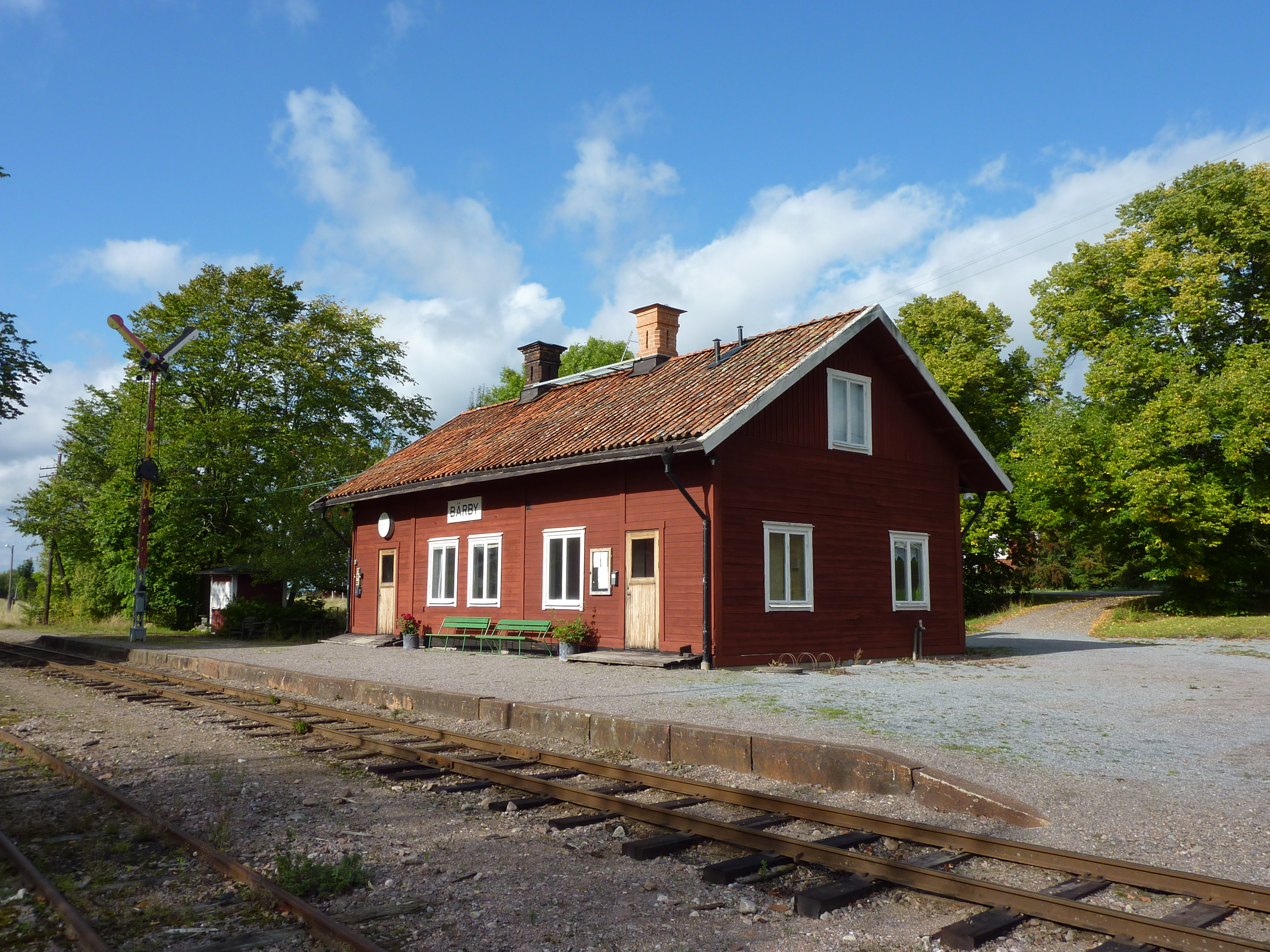
Stazione di Bärby
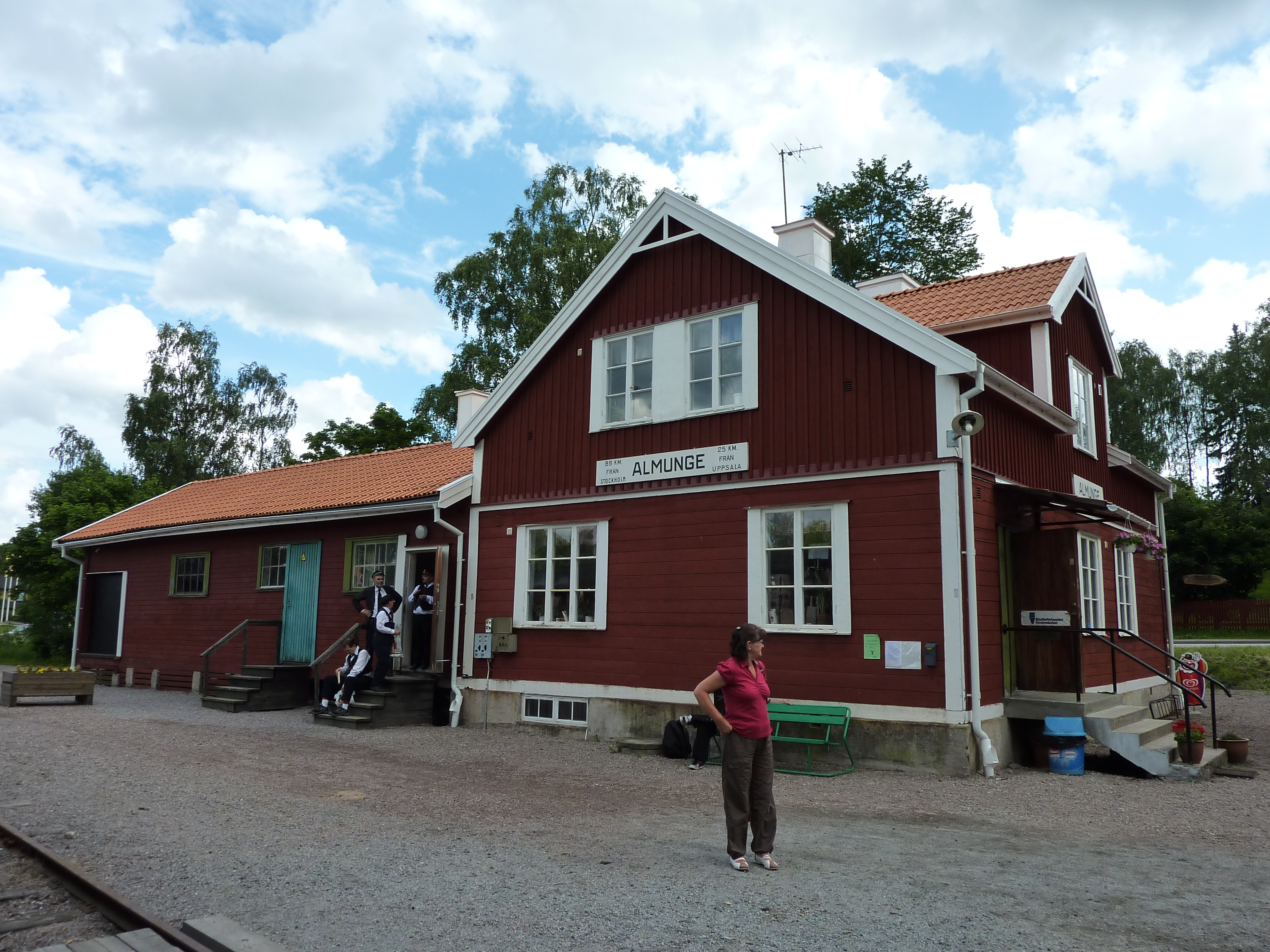
Stazione di Almunge
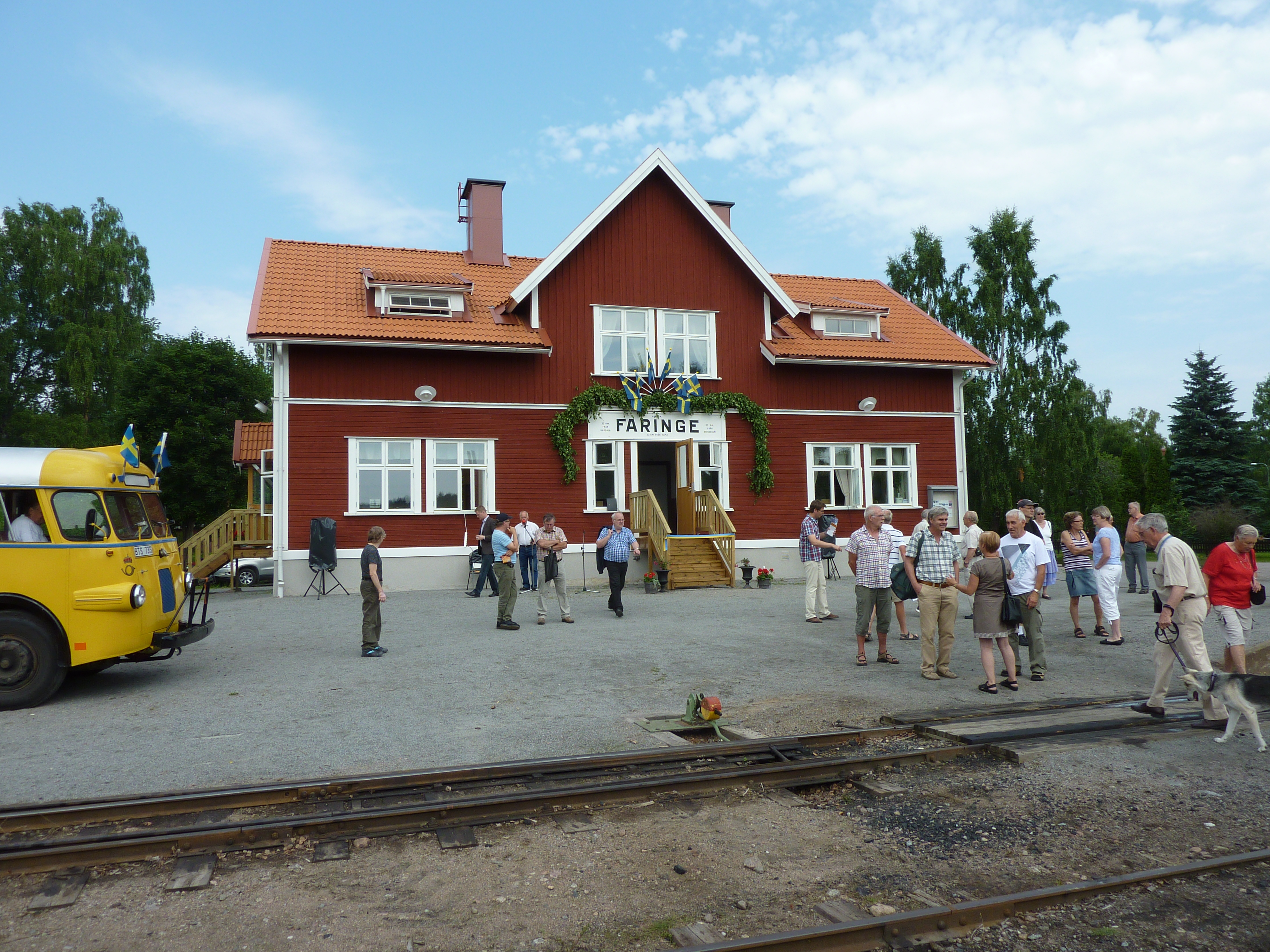
Stazione di Faringe
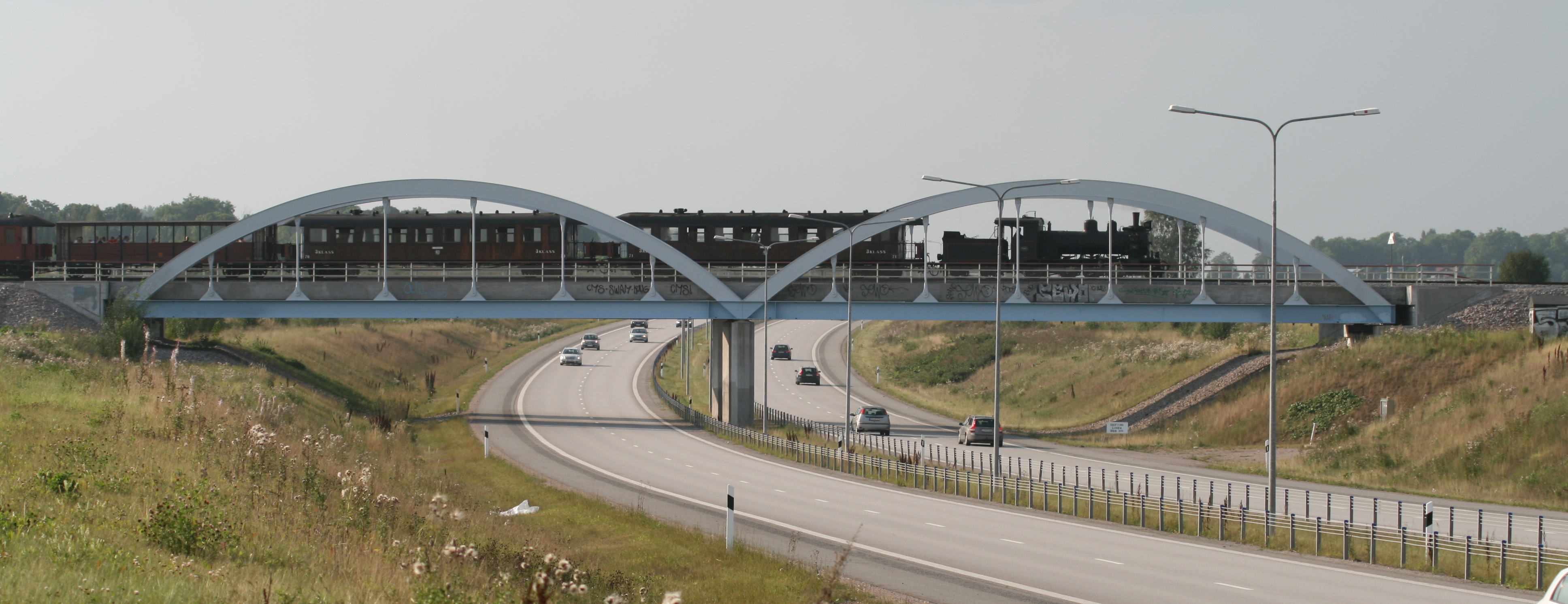
Attraversamento del ponte sulla strada europea E4
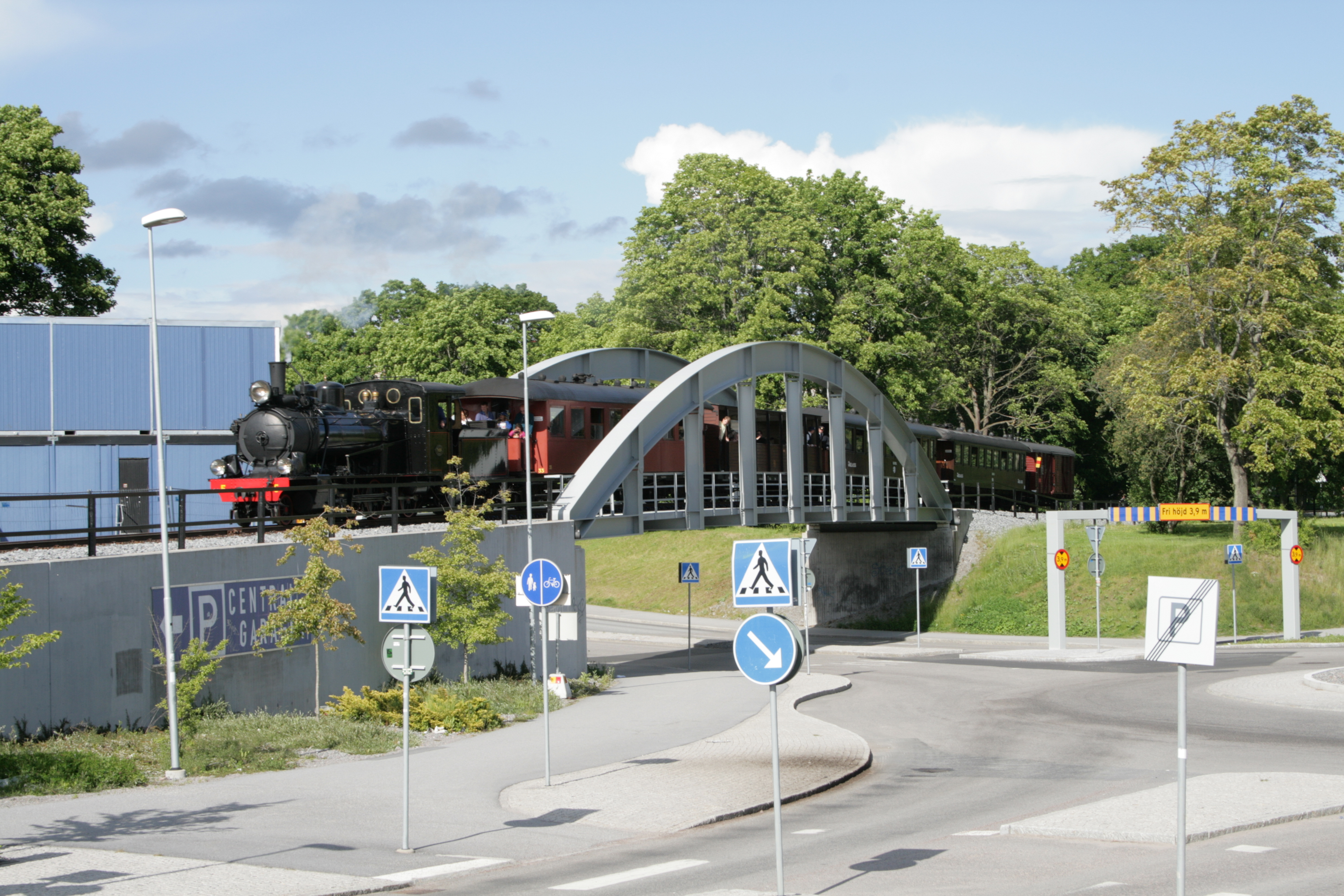
BLJ 5 "Thor" in arrivo alla stazione Uppsala Ö